# Intertrigo
Tinea cruris, tinha da virilha ou intertrigo é uma micose superficial que atinge a região da virilha, é causada pelo crescimento, nesta região, de fungos do gênero dermatófitos como Trichophyton rubrum (90% dos casos), Epidermophyton floccosum ou Candida albicans.
A anatomia da virilha favorece o crescimento destes micro-organismos, devido à escuridão, calor e humidade características desta área do corpo.

## Sinais e sintomas
Manchas rosas, vermelhas ou roxas bem delimitadas, úmidas, que coçam e não desaparecem com o tempo. Podem evoluir para escoriação, liquenificação e formação de nódulos e placas ásperas cada vez mais largas. Podem co-existir com outras tinhas.

### Desenvolvimento
Micoses superficiais são 10 a 20% dos motivos para consultas com dermatologistas, e a tinea cruris é uma das micoses superficiais mais comuns. É mais comum em locais tropicais e úmidos e entre adultos ou adolescentes obesos. É três vezes mais comuns em homens.

## Tratamento
Talco antifúngico com derivados do imidazol ou alilamina por vários dias. É importante prevenir para evitar recorrências, mantendo a virilha seca, lavando o suor com água e sabão todos os dias, usando roupas de baixo limpas, não compartilhando toalhas, 